# Església de Sant Joan Baptista (Favara de Matarranya)
L'església fortificada de Sant Joan Baptista és una església gòtica de Favara de Matarranya que data del segle xv.
Té una sola nau, de tres trams, amb capelles laterals entre els contraforts. Dels tres trams de la nau, el dels peus és cobert amb una volta de canó apuntada, mentre que els altres dos tenen volta de creueria. Té un cor alt als peus. La porta s'obre en una de les façanes laterals (al sud) i té tres arquivoltes. Al costat oposat hi ha la torre, que té planta quadrada i, al cos superior, dos ulls en forma d'arc de mig punt a cada un dels quatre costats.
Tot l'edifici està rematat amb merlets que li donen aspecte de fortalesa.
L'església gòtica actual fou edificada al segle xv com a modificació de l'església romànica preexistent, i que ja s'esmenta a finals del segle xii (i no podia ser gaire anterior, ja que Favara fou reconquerida el 1157 per Ramon Berenguer IV). Actualment encara hi queda algun mur del segle xiii.
El campanar fou parcialment destruït a la guerra civil, i reconstruït posteriorment.